# 武術冠軍
《武术冠军》是1993年由科樂美於街機推出的格鬥遊戲，後於同年12月17日移植在家用主機PC Engine上。
2008年5月13日於家用主機Wii，開放付費下載為Virtual Console的遊戲。

## 註腳
1. ↑  . 電視遊樂報導. No. 128 (尖端出版社). 1994-01-28: 108.

## 外部連結
- （日語）バーチャルコンソール - マーシャルチャンピオン （页面存档备份，存于）
- （日語）超神☆わーるど - マーシャルチャンピオン （页面存档备份，存于）